# Europastraße 005
Die Europastraße 005 (kurz: E 005) ist eine Europastraße des Zwischennetzes in Usbekistan.

## Verlauf
Die Europastraße 005 beginnt an der Europastraße 60 in Guza (G’uzor) und verläuft von dort in nordöstlicher Richtung über Shahrisabz nach Samarqand (Samarkand), wo sie nach einer Strecke von rund 150 Kilometer an der Europastraße 40 endet.